# Mecynopus annulicornis
Mecynopus annulicornis är en skalbaggsart som beskrevs av Mckeown 1942. Mecynopus annulicornis ingår i släktet Mecynopus och familjen långhorningar. Inga underarter finns listade i Catalogue of Life.